# Klub Tfurców
Klub Tfurców (także Klub Tfurcuf, Klub Tfurcuff lub Klub Twórców) – polska grupa literacka, skupiająca autorów piszących przede wszystkim różne odmiany fantastyki. Z grupą związanych było wielu znanych, wielokrotnie nagradzanych pisarzy, m.in. Jarosław Grzędowicz, Krzysztof Kochański, Tomasz Kołodziejczak, Jacek Komuda, Feliks W. Kres, Jacek Piekara, Andrzej Pilipiuk, Rafał Ziemkiewicz.

## Historia
Za początek istnienia Klubu należy uznać grupę Trust, która od 1981 roku spotykała się w klubie fantastyki SFAN. Młodzi, nastoletni kandydaci na pisarzy przynosili własne opowiadania, po czym wysłuchiwali krytyki kolegów oraz czytelników. Owe warsztaty literackie odbywały się pod okiem znawcy literatury i tłumacza Piotra Staniewskiego. Formuła warsztatów i wspólnego omawiania tekstów literackich utrzymała się w Klubie przez kolejne lata. Starsi koledzy organizowali i prowadzili spotkania dla coraz to młodszych, kolejnych generacji adeptów pisarskiej sztuki.
W 1985 roku zawiązało się oficjalne Polskie Stowarzyszenie Miłośników Fantastyki, w którego ramach powołano Klub Twórców. Przystąpili do niego członkowie Trustu, a także wielu innych pisarzy z całej Polski. Sami autorzy zmienili wtedy nazwę grupy na mniej oficjalną, a bardziej żartobliwą Klub Tfurców (Tfurcuf). Kilka razy w roku organizowali parodniowe warsztaty, którymi opiekował się wykładowca polonistyki i krytyk literacki Tadeusz Lewandowski.
W drugiej połowie lat 80. grupa rozluźniła współpracę, a ponownie zebrała się w roku 1989. Miała siedzibę w warszawskim klubie studenckim Stodoła. Przez następne cztery lata regularnie urządzała spotkania autorskie i wyjazdowe warsztaty literackie, najczęściej w Chełmży, gościnnie u klubowiczki Mirosławy Sędzikowskiej.
Kolejna reorganizacja nastąpiła w roku 1996, kiedy pojawiło się nowe pokolenie pisarzy. Znów siedzibą grupy była Stodoła, a jej oficjalnym reprezentantem został Klub Fantastyki „Pegaz”.
Po 2005 najmłodsze pokolenie urządzających warsztaty autorów spotykało się w pubie-czytelni prozy fantastycznej Paradox w Warszawie.
Skład osobowy Klubu zmieniał się z upływem czasu, a przez jego szeregi przewinęło się kilkadziesiąt osób, z których część na stałe została w branży fantastycznej, zostając pisarzami, tłumaczami, dziennikarzami, publicystami, redaktorami, wydawcami.
Klub nigdy nie stworzył własnego programu artystycznego, gdyż nie taki był cel powstania grupy. Celem najpierw Trustu, a potem Klubu Tfurców było warsztatowe doskonalenie pisarstwa.
Fanzinem środowiskowym Klubu, publikującym artykuły na temat kondycji polskiej fantastyki, był wydawany (z przerwami) w latach 1981-2001 Fantom (redaktorzy m.in. Jacek Drewnowski, Tomasz Kołodziejczak, Artur Szrejter, Jarosław Zieliński, Rafał Ziemkiewicz).
Autorzy wyrośli z KT założyli miesięcznik literatury fantastycznej Fenix (lata 1990–2001, redaktorzy m.in. Jarosław Grzędowicz, Artur Szrejter, Rafał Ziemkiewicz, Dariusz Zientalak), almanach grozy i fantastyki Voyager (1991–1995, redaktorzy Tomasz Kołodziejczak i Dariusz Zientalak), kolorowy magazyn Click-Fantasy (2001–2005, redaktor Jacek Piekara).
Poza tym twórcy KT pracowali w wielu ogólnopolskich pismach literackich, codziennych, komputerowych, zajmujących się grami RPG, komiksowych, popularnonaukowych, dziecięcych i innych.

## Antologie
Klub Tfurców zebrał dwie rocznicowe antologie: na 20-lecie istnienia grupy „Robimy rewolucję” (Prószyński i S-ka, Warszawa 2000), a na ćwierćwiecze – „Niech żyje Polska, hura!” tomy 1-2 (Fabryka Słów, Lublin 2006).

## Inne publikacje
Dokładne obliczenie liczby publikacji członków KT nie jest możliwe. Wydali powyżej dwustu książek, tysiące opowiadań i artykułów. Nie ograniczają się do utworów fantastycznych – tworzą prozę i publicystykę z tak różnych dziedzin jak kryminał, historia, obecna sytuacja Polski, opracowania popularnonaukowe.

## Autorzy uczestniczący w warsztatach literackich Klubu Tfurców

### Od czasu Trustu – 1981
Robert Azembski, Jarosław Grzędowicz, Piotr Jaworski, Tomasz Lipowski, Jacek Piekara, Rafał Ziemkiewicz

### Od czasu utworzenia PSMF – 1985
Tomasz Bochiński, Krzysztof Kochański, Tomasz Kołodziejczak, Feliks Kres, Konrad Lewandowski, Janusz Romanowski, Mirosława Sędzikowska, Sohei, Katarzyna Urbanowicz, Dariusz Zientalak

### Od czasu spotkań w Klubie Stodoła – 1989
Adam Bański, Jacek Drewnowski, Maciej Jurewicz, Jacek Komuda, Andrzej Pilipiuk, Artur Szrejter, Jarosław Zieliński, Iwona Żółtowska

### Od czasu powstania Klubu „Pegaz” – 1996
Jan Atmański, Marcin Baryłka, Krystyna Chodorowska, Anna Kańtoch, Joanna Kułakowska, Tomasz Marcinkowski, Maciej Nowak-Kreyer, Michał Politowski, Jerzy Rzymowski, Piotr Schmidtke, Michał Studniarek, Mikołaj Juliusz Wachowicz, Małgorzata Wieczorek, Łukasz M. Wiśniewski, Jan Żerański